# Lamborghini Jarama
La Lamborghini Jarama est un modèle automobile Grand Tourisme des années 1970, de type coupé 2+2, du constructeur italien Lamborghini.

## Historique
Après l'échec commercial de la vieillissante Islero, dérivée des Lamborghini 350 GT et 400 GT et dessinée par Marazzi, Ferruccio Lamborghini fait appel au carrossier Bertone. Le modèle qui en découle n'est cependant pas vraiment à la hauteur des espérances.
À la fin des années 1960, le duo Bertone/Lamborghini fonctionne plutôt bien. Le designer italien Marcello Gandini semble alors le plus qualifié pour dessiner la descendante de l'Islero. S'inspirant des lignes de l'Iso Lele (en) lancée un an plus tôt par ISO Rivolta, Gandini revoit sa copie en ajoutant des angles. Dévoilée au salon de Genève en mars 1970, la Jarama ne fait pas l'unanimité : sous le capot, on retrouve le V12 maison, tandis que l'habitacle offre deux petites places arrière à un moindre prix que l'Espada. La ligne (ailes marquées et becquet de toit) inspirée du prototype de salon coupé Fiat 128 Bertone présenté en octobre-novembre 1969 au salon de Turin a été réutilisée sur l'Innocenti Bertone présentée en 1974. 
En 1972, alors que le constructeur est mal en point, on tente de rendre la Jarama plus attractive : la GTS arbore des prises d'air et une bosse de capot agressives, et le moteur passe de 350 à 365 ch.
La production de la Jarama cesse en 1976.

## Production
La Jarama a été déclinée en trois versions :
- Jarama 400 GT, 177 exemplaires, de 1970 à 1973, 3 929 cm3, 350 ch à 7 500 tr/min, 1 540 kg, 245 km/h, pneus Pirelli Cinturato 215-15 ;
- Jarama 400 GTS, 150 exemplaires, de 1973 à 1976, 3 929 cm3, 365 ch à 7 500 tr/min, 1 461 kg, 260 km/h, pneus Pirelli Cinturato 215/70-15 ;
- Jarama Rally S, unique prototype réalisé en 1972 par le néozélandais Bob Wallace (en) (pilote d'essais Lamborghini de 1964 à 1975), 3 929 cm3, 380 ch à 8 000 tr/min, injection Magneti Marelli[1].

## Galerie

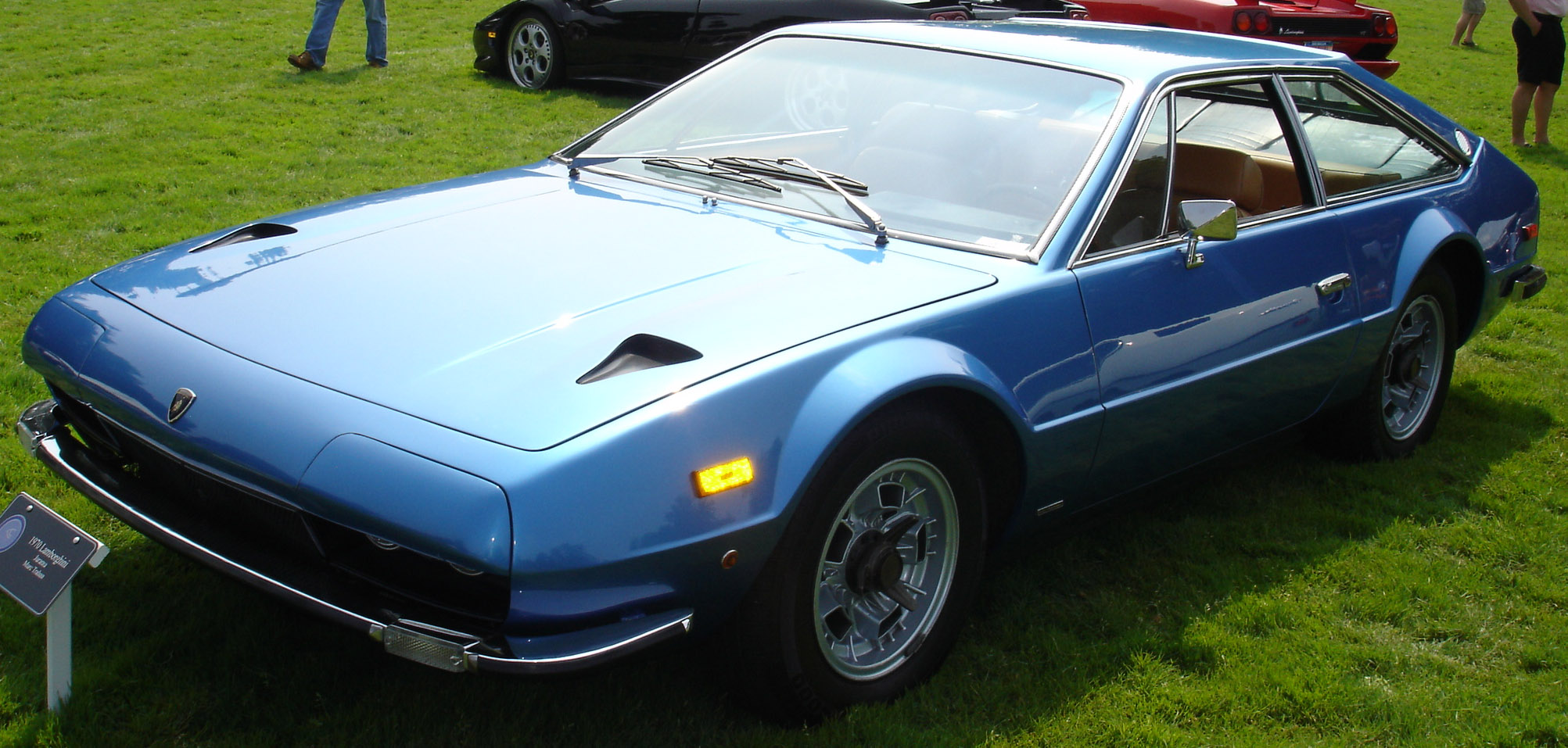
Une Jarama.
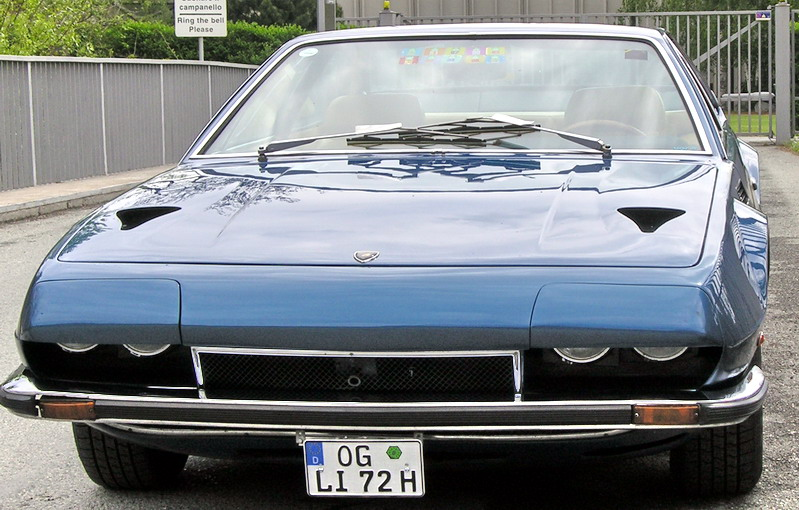
Modèle de 1972.
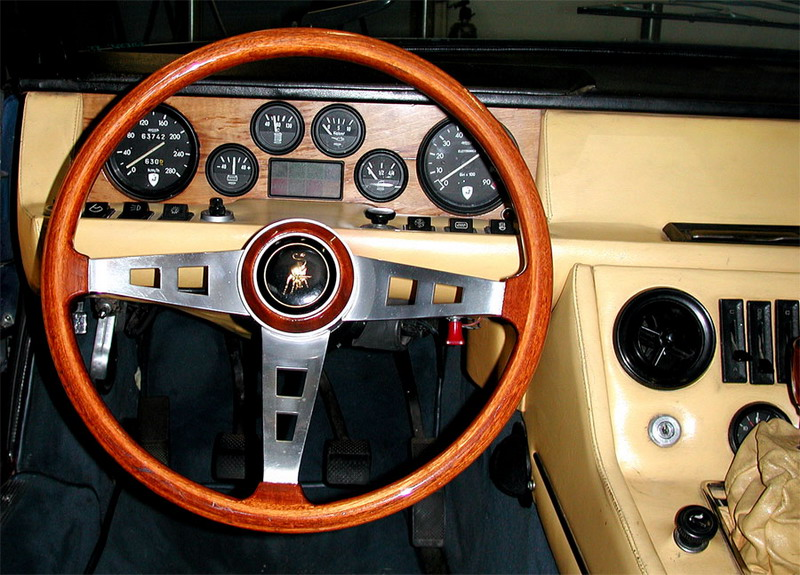
Tableau de bord (1972).
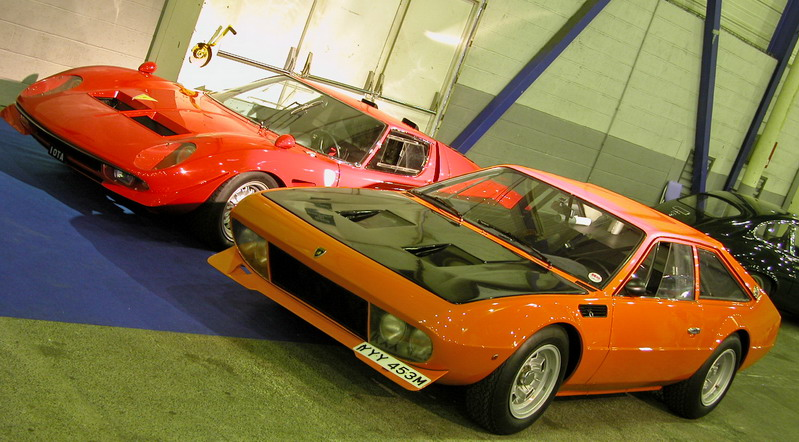
La Jarama modifiée par Bob Wallace.